# 太僕
太僕（たいぼく）は、かつて中国にあった官職である。

## 秦・前漢
九卿の1つ。秦の中央官に由来し、車馬を管轄して、丞を2人有した。前漢でも引き続き置かれ、属官には以下のものがあげられる。
- 大厩令 - 大厩丞5人、大厩尉1人
- 未央令 - 未央丞5人、未央尉1人
- 家馬令 - 家馬丞5人、家馬尉1人：武帝の太初元年（紀元前104年）に挏馬と改称
- 車府令 - 車府丞
- 路軨令 - 路軨丞：武帝の太初元年に設置
- 騎馬令 - 騎馬丞
- 駿馬令 - 駿馬丞
- 龍馬監 - 龍馬長 - 龍馬丞
- 閑駒監 - 閑駒長 - 閑駒丞
- 櫜泉監 - 櫜泉長 - 櫜泉丞
- 騊駼監 - 騊駼長 - 騊駼丞
- 承華監 - 承華長 - 承華丞
- 牧師苑令6人：辺境で赴任
- 牧櫜令 - 牧櫜丞
- 昆蹏令 - 昆蹏丞
- 中太僕：皇太后の車馬を管轄。非常設

## 後漢
後漢でも、引き続き設置された。定員1人、秩禄は中二千石。丞は1人、秩禄は千石。属官は以下のものがあげられる（括弧内は秩禄）。
- 考工令1人（六百） - 左右丞各1人 - 員吏109人：兵器の製作を主に担当
- 車府令1人（六百） - 丞1人 - 員吏24人：輿、車を担当
- 未央厩令1人（六百） - 長楽厩丞1人：輿、馬を担当

未央厩令所属は員吏70人、卒騶（飼育員）20人。長楽厩丞所属は員吏15人、卒騶20人、苜蓿苑官田所の守備1人